# Michal Malý
Michal Malý (* 20. března 1956 Praha) je kontroverzní podnikatel provozující společnost TopInternet spojovanou s nekalými praktikami, a rovněž bývalý politik. V letech 1990 až 1992 byl poslancem Sněmovny lidu Federálního shromáždění za Občanské fórum a později za ODS, v letech 2017 až 2019 člen strany Svobodných. Od června 2019 byl registrovaným příznivcem Trikolóry, v roce 2021 kandidoval ve sněmovních volbách jako člen Trikolóry na kandidátce Trikolóra–Svobodní–Soukromníci.

## Biografie
Profesně je k roku 1990 uváděn jako stavbyvedoucí, bytem Kadaň.
V lednu 1990 zasedl v rámci procesu kooptací do Federálního shromáždění po sametové revoluci do Sněmovny lidu (volební obvod č. 64 – Most-Chomutov, Severočeský kraj) jako bezpartijní poslanec, respektive poslanec za Občanské fórum. Mandát za OF obhájil ve volbách roku 1990. Po rozpadu Občanského fóra přešel do parlamentního klubu Občanské demokratické strany. Za ODS byl opětovně zvolen ve volbách roku 1992. Ve Federálním shromáždění setrval do zániku Československa v prosinci 1992.
Od roku 2017 byl členem Svobodných. Ve volbách do Senátu PČR v roce 2018 za ně kandidoval v obvodu č. 23 – Praha 8. Se ziskem 1,19 % hlasů skončil na 12. místě.
Ve volbách do Evropského parlamentu v květnu 2019 kandidoval jako člen Svobodných na 23. místě kandidátky subjektu s názvem "Svobodní, Liberland a Radostné Česko - ODEJDEME BEZ PLACENÍ", ale nebyl zvolen.

## Kauza TopInternet
Malý je jednatelem společnosti TopInternet, která je spojovaná s nekalými obchodními praktikami. Společnost měla tisícům českých firem rozesílat e-mailové žádosti o proplacení registrace na webové stránce Rejstrikfirem.cz, ačkoli se zde většina adresátů nikdy sama neregistrovala. V případě neproplacení pak adresáti měli čelit nátlaku a výhrůžkám ze strany společnosti Malého. Na tyto problémy upozorňoval například investigativní pořad ČT Černé ovce či server Manipulátoři.cz, který o Malém uvádí, že je „znám především jako majitel podvodné katalogové firmy TopInternet“ a „znám i jako šiřitel fake news“. Proti praktikám TopInternetu se postavilo občanské sdružení Společná obrana. Podle Společné obrany bylo zaznamenáno více než 700 případů podnikatelů, kteří se měli stát oběťmi nebo měli být pod nátlakem.